# Kvinna med pärlhalsband i en teaterloge
Kvinna med pärlhalsband i en teaterloge (engelska: Woman with a Pearl Necklace in a Loge) är en oljemålning av den amerikanska konstnären Mary Cassatt. Den målades 1879 och ingår sedan 1978 i Philadelphia Museum of Arts samlingar. 
Cassatt var en societetsdam som i stora delar av sitt liv var boende i Paris. I likhet med Berthe Morisot, den andra betydande kvinnliga impressionisten, var Cassatt hänvisad till vissa "kvinnliga motiv" såsom kvinnor och barn i vardagsmiljöer och hemmainteriörer etc. Detta i motsats till de manliga impressionisterna som ofta skildrade ”la vie moderne” i Paris, det vill säga gatuliv, barer och kaféer. Något som dock var acceptabelt för såväl manliga som kvinnliga konstnärer att skildra var teatern och operan. Auguste Renoir hade 1874 målat Teaterlogen och Cassatts mentor Edgar Degas byggde hela sin konstkarriär på målningar från operan, till exempel Operaorkestern från 1870. Till skillnad från Degas fokuserade Cassatt sällan på vad som hände på scen eller i orkesterdiket, utan snarare på eleganta kvinnliga besökare. 
Kvinna med pärlhalsband i en teaterloge antas porträttera konstnärens syster Lydia, sittande framför en spegel på L'Opéra Garnier i Paris. Den ingick i en grupp om tio tavlor (däribland Flicka i en blå fåtölj) som Cassatt ställde ut på den fjärde impressionistutställningen i Paris 1879. Det var första impressionistutställningen hon deltog på och Kvinna med pärlhalsband i en teaterloge fick ett positivt bemötande. Det var också en av få tavlor hon lyckades sälja; köparen var konstsamlaren Alexis Rouart.

## Relaterade målningar

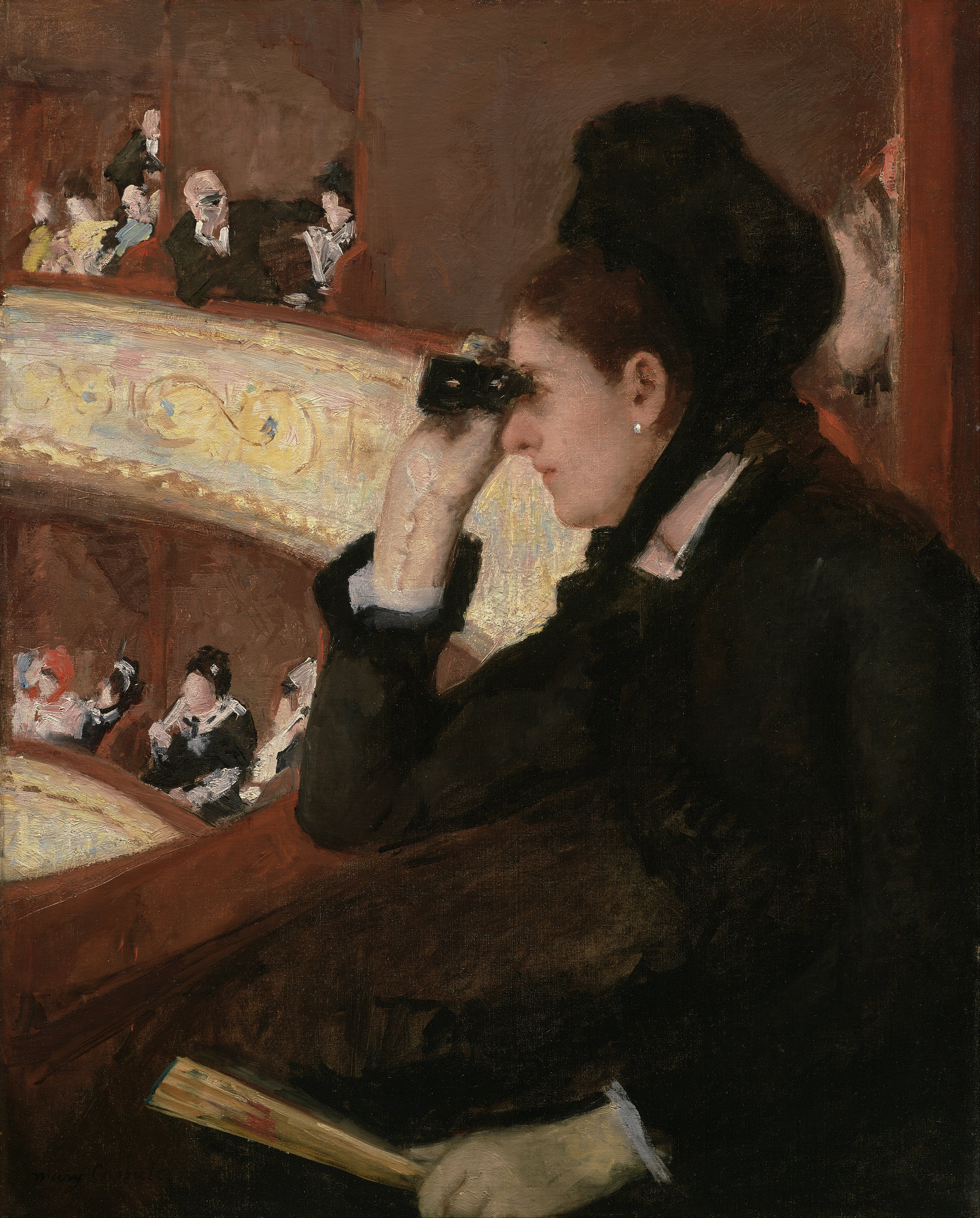
Cassatts In the Loge från 1878, Museum of Fine Arts, Boston (81 x 66 cm).
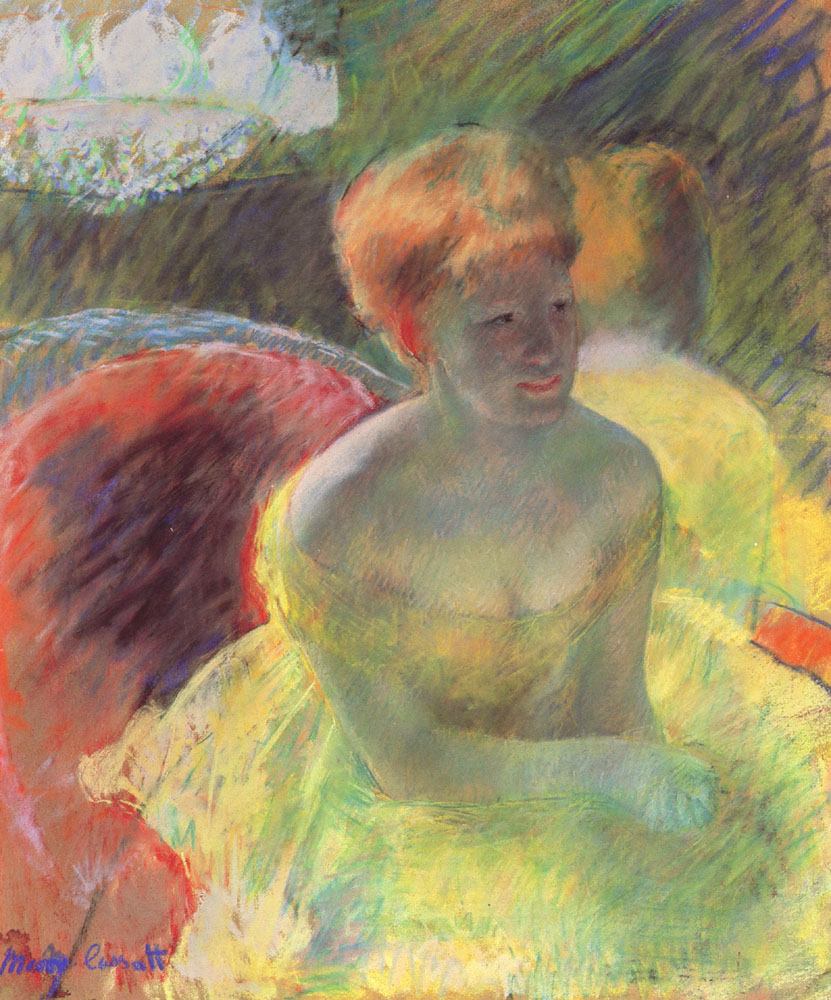
Cassatts Lydia Leaning on Her Arms (in a theatre box) från 1879 i privat ägo.
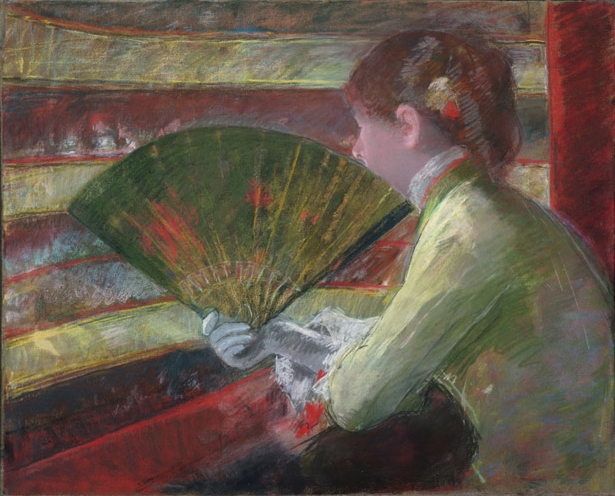
Cassatts In the box från cirka 1879 i privat ägo.
Cassatts The Loge från 1878–1880, National Gallery of Art (80 x 64 cm)